# The IVth Crusade
Albums de Bolt Thrower
War Master
(1991) ...For Victory
(1994)
The IVth Crusade est le quatrième album studio du groupe de Death metal anglais Bolt Thrower. L'album est sorti en 1992 sous le label Earache Records.
Le titre de l'album est une référence à la Quatrième croisade et de la capture de la ville de Constantinople pendant cette guerre.
La pochette de l'album est un tableau du peintre Eugène Delacroix.
Pour cet album, Bolt Thrower a changé son approche musicale. En effet, des éléments de Doom metal sont présents, uniquement sur cet album. Sur cet opus, le groupe s'est inspiré de la musique de groupes comme Candlemass ou Black Sabbath. Les titres étant le plus dans ce style sont This Time It's War et As the World Burns.
Le titre Embers est la suite de Cenotaph tiré de l'album War Master, poursuivant la série de World Eater.

## Musiciens
- Karl Willetts - chant
- Gavin Ward - guitare
- Barry Thompson - guitare
- Jo Bench - basse
- Andrew Whale - batterie

## Liste des morceaux
1. The IVth Crusade – 4:59
2. Icon – 4:40
3. Embers – 5:18
4. Where Next to Conquer – 3:50
5. As the World Burns – 5:28
6. This Time It's War – 5:51
7. Ritual – 4:39
8. Spearhead – 6:47
9. Celestial Sanctuary – 4:37
10. Dying Creed – 4:17
11. Through the Ages (Outro) – 3:45